# Suly Röthlisberger
Suly Röthlisberger (* 26. Dezember 1949 in Zürich) ist eine Schweizer Schauspielerin.

## Leben
Sie studierte am Konservatorium Zürich Gesang und an der Hochschule für Musik und Darstellende Kunst Hamburg Schauspiel. Von 1973 bis 1997 war sie u. a. am Theater am Neumarkt in Zürich, am Grenzlandtheater Aachen, am Ateliertheater in Bern, an den Wuppertaler Bühnen, am Stadttheater Lübeck und an den Kammerspielen in Düsseldorf engagiert. Von 1997 bis 2008 war sie am Theater Krefeld und Mönchengladbach engagiert. Bei der Soap Tag und Nacht wurde sie einem breiteren Publikum bekannt in der Rolle der Vreni Gfeller. Von 2013 bis 2019 spielte sie in der Krimi-Serie Der Bestatter von SRF 1 die Erika Bürgisser neben Mike Müller.
Ihr Vater war Max Röthlisberger. Sie lebt in Baden.

## Filmografie (Auswahl)
- 2005: Ricordare Anna
- 2006: Sonjas Rückkehr
- 2008: Tag und Nacht (acht Folgen)
- 2010: Die Käserei in Goldingen (TV-Film)
- 2010: Sonntagsvierer
- 2011: Tatort – Wunschdenken (TV-Reihe)
- 2012: Tatort – Skalpell
- 2012: Der Teufel von Mailand (TV-Film)
- 2013: Tatort – Schmutziger Donnerstag
- 2014: Tatort – Zwischen zwei Welten
- 2015: Tatort – Schutzlos
- 2015: Tatort – Ihr werdet gerichtet
- 2013–2019: Der Bestatter (TV-Krimi-Serie)
- 2020: Eden für jeden
- 2021: Und morgen seid ihr tot
- 2023: Der Bestatter – Der Film